# Demografía de Fiyi

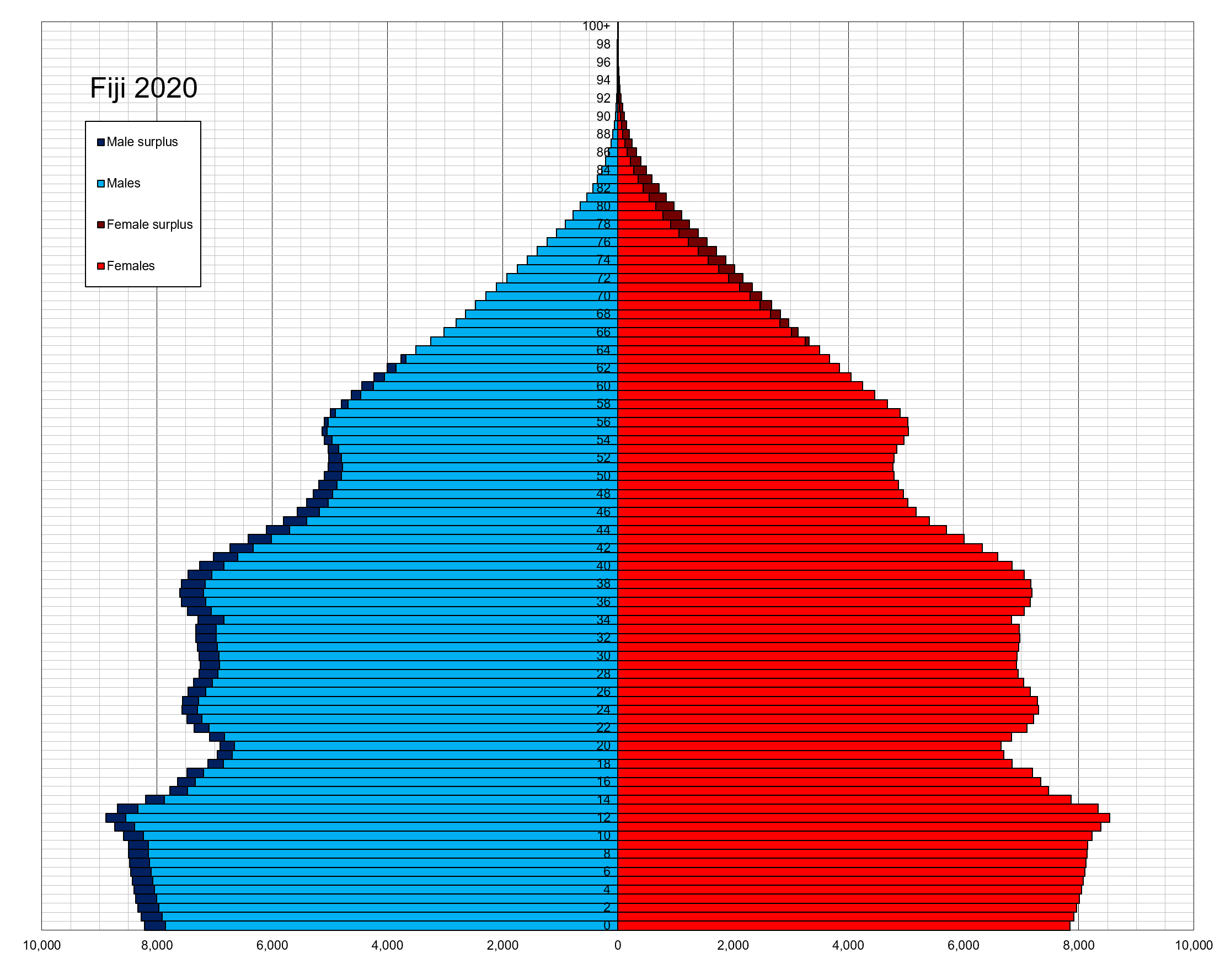
Pirámide poblacional de Fiyi

La población actual de Fiyi alcanza los 905 949 habitantes (estimación de julio de 2006). El censo nacional se lleva a cabo cada diez años. El último se realizó en 1996, pero el que debía llevarse a cabo en 2006 se aplazó por un año. Esta decisión se toma debido a que ese año hay elecciones generales y la realización del censo sería problemática.

## Grupos étnicos
La mayoría de la población de Fiyi está formada por fiyianos nativos, un pueblo mezcla de ancestros melanesios y polinesios (54,3 %) e indofiyianos (38,1 %), estos últimos procedentes de los trabajadores indios traídos por los británicos en el siglo XIX. El porcentaje de población de origen indio ha disminuido considerablemente en las últimas décadas a causa de la emigración, motivada, sobre todo, por los continuos problemas raciales con los nativos.
Cerca de un 1,2 % son nativos de la isla de Rotuma, cuya cultura tiene más en común con países como Tonga o Samoa que con el resto de Fiyi. También hay pequeñas minorías pero económicamente significativas de europeos, chinos y de otras etnias. Las relaciones entre las principales comunidades, los nativos y los procedentes de la India, son a menudo tirantes, esta tensión ha dominado en la política de las islas durante las últimas generaciones. No obstante, el nivel de tensión varía según la región del país.
- Indígenas: mezcla de polinesios y melanesios, son 700 000 personas, unas 475 739 viven en Fiyi, 231 000 en Nueva Zelanda, 10 000 en Australia y 4500 en Reino Unido.[1] Son 57,25 % de la población del país.
- Hindúes: descendientes de 61 000 trabajadores traídos por los británicos entre 1879 y 1916 para los campos de caña de azúcar, en 1977 eran 255 000 personas (de una población de 600 000 personas). Hoy son 313 798 personas, 37,64 % de la población.[2][3]

## Idiomas
Hay tres lenguas oficiales reconocidas en la constitución: el inglés, introducido por los antiguos gobernadores del Imperio británico; el fiyiano, hablado por los nativos; y el indostaní, el principal idioma de los indofiyianos. Todos los ciudadanos tienen el derecho constitucional de comunicarse con la administración en cualquiera de los idiomas oficiales, con un intérprete si es requerido.
El uso del inglés es uno de los legados más duraderos del casi un siglo de soberanía británica. Ampliamente hablado tanto por nativos fiyianos como indofiyianos, el inglés es el principal medio de comunicación entre las dos comunidades, además de ser usado con los extranjeros. Es el idioma en el que el gobierno dirige la mayoría de los asuntos, y es la principal lengua del comercio, la educación y la justicia.
El fiyiano pertenece a la familia de idiomas austronesia. El fiyiano propiamente dicho está relacionado con las lenguas polinesias, como la lengua tongana. Hay también muchos dialectos, pero el estándar se basa en el habla de Bau, el reino indígena con mayor poder militar y político del siglo XIX.
"Indostaní " es un término usado en la India para abarcar globalmente a los idiomas normalizados hindi (preferido por los hindúes) y urdu (preferido por los musulmanes).

## Religión
La religión constituye otra línea de diferenciación entre los nativos fiyianos y los indofiyianos, siendo abrumadoramente cristianos los primeros (99,2 % en el censo de 1996), y de mayoría hindú (77,2 %) o musulmana (15,9 %) los segundos.
El principal grupo cristiano es la Iglesia metodista, con un 36,2 % de la población total (lo que incluye casi dos tercios de los nativos fiyianos). La popularidad de esta iglesia cristiana evangélica en Fiyi es la mayor del mundo. La Iglesia católica (8,9 %), las Asambleas de Dios de Fiyi (4 %) y la Iglesia Adventista del Séptimo Día con 2,9 % también son cultos significativos. Estos y otros grupos cristianos tienen también pequeños números de miembros indofiyianos; los cristianos de "otra" denominación comprenden el 6,1 % de la población de origen indio.
Los hindis pertenecen mayoritariamente a las creencias sanatan (74,3 % de todos los hindis) y en torno al 22 % no especifica su creencia. El pequeño grupo religioso Arya Samaj incluye al 3,7 % de todos los indofiyianos. Los musulmanes son en su mayor parte suníes (59,7 %) o sin especificar (36,7 %), con la minoría ahmadiya (3,6 %), considerada herética por los musulmanes más ortodoxos.
La religión sij comprende el 0,9 % de la población indofiyiana, o 0,4 % de toda la población. Sus antepasados proceden de la región india del Panyab.

## Datos estadísticos
Composición de la población por edades

14 años o menos:
31,4 % (143 847 niños; 138 061 niñas).

De 15 a 64 años:
64,5 % (293 072 hombres; 292 312 mujeres).

65 años o más:
4,1 % (17 583 hombres; 21 074 mujeres) (datos de 2006)
Edad Media

población total:
24,6 años

hombres:
24,1 años

mujeres:
25 años (2006 est.).
Tasa de crecimiento de la población
1,4 % (datos de 2006)
Tasa de natalidad:
22,55 % nacimiento/1000 personas (datos de 2006)
Alfabetismo:

definición:
Personas mayores de 15 que pueden leer y escribir

población total:
93,7 %

hombres:
95,5 %

mujeres:
91,9 % (datos de 2003)